# Фойницький гербовник
Фойницький герб (хорв.: Fojnički grbovnik, серб.: Фојнички грбовник) є видатним іллірійським гербовником, який містить південнослов'янські геральдичні символи та виражає романтичний націоналізм та ілліризм, а не історичну достовірність. Рукопис названо на честь францисканського монастиря у Фойниці, де він зберігався.

## Датування
- Радіовуглецеве датування гербовника з 2016 року, за яким було датовано два зразки: щільний папір, калібр 1635—1662, і тонкий папір, калібр 1695—1917.[2]
- Олександр Соловйов датував його між 1675 і 1688 роками, тобто в контексті повстань проти османського панування під час Великої турецької війни.
- Інші вчені запропонували дати кінця XVI або початку XVII століття.[3]

## Важливість
Рукопис є важливим джерелом класичної геральдики південнослов'янської Південно -Східної Європи, поряд із гербовником Корєнича-Неорича 1595 року та «Іллірійським гербовником» (Лондонське товариство антикварів MS.54), зібраним Едвардом Бурчі, 4-м графом Бата до 1637 року.

## Зміст
Всього в рукописі 139 гербів. Починається зображенням Богородиці, святих Косми і Даміана та святого Ієроніма. Далі йде титульна сторінка, написана кирилицею, яка приписує твір якомусь Станіславу Рубчичу на честь короля Стефана Душана з датою 1340. Результатом псевдоепіграфіки є дата 1340 рік. Є примітка латинською мовою, датована 1800 роком, яка свідчить, що рукопис зберігався у монастирі Фоїниця «з незапам'ятних часів». Далі є сторінка, на якій показано комбінований герб, що складається з одинадцяти частин. Після цього йдуть десять гербів пізньосередньовічних володінь регіону, Македонії (Macedone), Іллірії (Vllvriae), Боснії (Bosnae), Далмації (Dalmatie), Хорватії (Crovatiae), Славонії (Slavoniae), Болгарії (Bvlgariae), Сербії (Svrbiae), Рашки (Rasciae і Примордії (Primordiae), за якими йдуть герби знатних родин.